# John Curtis Iffert
John Curtis Iffert (Du Quoin, 23 novembre 1967) è un vescovo cattolico statunitense, dal 13 luglio 2021 vescovo di Covington.

## Biografia
Roger Joseph Foys è nato a Du Quoin, nell'Illinois, il 23 novembre 1967 da John e Mary Iffert. Ha due sorelle, Kim e Kathy, ed è cresciuto nella piccola fattoria di famiglia e frequentava la parrocchia del Sacro Cuore. Da ragazzo ha prestato servizio come ministrante e lettore.

### Formazione e ministero sacerdotale
Ha frequentato la Sacred Heart School e la DuQuoin High School. Nel 1988 ha ottenuto un bachelor's degree in scienze politiche presso l'Università statale dell'Illinois a Normal. Si è quindi trasferito nella capitale dell'Illinois, Springfied, e ha lavorato come analista nell'ufficio statale per il budget. In città frequentava la parrocchia di San Giuseppe dove prestava servizio come catechista dei giovani che si preparavano alla confermazione e in diversi altri gruppi.
Nell'agosto del 1992 è entrato nel seminario "Mundelein" di Chicago. Ho conseguito il Bachelor of Sacred Theology e nel 1997 il Master of Divinity.
Il 7 giugno 1997 è stato ordinato presbitero per la diocesi di Belleville nella chiesa del Sacro Cuore a Du Quoin da monsignor Wilton Daniel Gregory. In seguito è stato vicario parrocchiale della parrocchia della cattedrale di San Pietro a Belleville dal 1997 al 2000 e parroco della parrocchia dell'Immacolata Concezione dal 2000 al 2003. Nell'agosto del 2003 è entrato nella provincia di Sant'Alberto dell'Ordine dei frati predicatori. Dopo un anno di noviziato, nel 2004 ha emesso i voti semplici. Ha prestato servizio come vicario parrocchiale del Saint Thomas Aquinas Catholic Center all'Università Purdue a West Lafayette fino al 2008. Nel 2008 si reincardinato nella diocesi di Belleville ed è stato amministratore parrocchiale della parrocchia dell'Immacolata Concezione della Beata Vergine Maria a Mount Vernon dal 2008 al 2010 e delle parrocchie di Santa Teresa d'Avila a Salem e della parrocchia di Santa Elizabeth Ann Seton a Kinmundy dal 2009 al 2010; parroco della parrocchia dell'Immacolata Concezione della Beata Vergine Maria a Mount Vernon dal 2010 al 2020; vicario foraneo del vicariato orientale dal 2010 al 2013; parroco della parrocchia di Santa Barbara a Scheller dal 2014 al 2020; vicario foraneo del vicariato centro-settentrionale dal 2013 al 2020; co-vicario episcopale per il clero con responsabilità sui presbiteri del suo vicariato dal 14 luglio 2015 al 2020; vicario generale e moderatore della curia dal 1º ottobre 2020 e parroco della parrocchia di Santo Stefano a Caseyville dal 12 gennaio 2021.
È stato anche membro del consiglio diocesano per gli affari economici dal 2010, del collegio dei consultori dal 2016, del consiglio presbiterale, del consiglio per il personale presbiterale, del Catholic Service and Ministry Appeal Board, del consiglio per l'ammissione al seminario  e del consiglio di amministrazione di Camp Ondessonk.

### Ministero episcopale
Il 13 luglio 2021 papa Francesco lo ha nominato vescovo di Covington. Ha ricevuto l'ordinazione episcopale il 30 settembre successivo nella basilica cattedrale dell'Assunzione a Covington dall'arcivescovo metropolita di Louisville Joseph Edward Kurtz, co-consacranti il vescovo emerito di Covington Roger Joseph Foys e il vescovo di Belleville Michael George McGovern. Durante la stessa celebrazione ha preso possesso della diocesi.

## Genealogia episcopale
La genealogia episcopale è:
- Cardinale Scipione Rebiba
- Cardinale Giulio Antonio Santori
- Cardinale Girolamo Bernerio, O.P.
- Arcivescovo Galeazzo Sanvitale
- Cardinale Ludovico Ludovisi
- Cardinale Luigi Caetani
- Cardinale Ulderico Carpegna
- Cardinale Paluzzo Paluzzi Altieri degli Albertoni
- Papa Benedetto XIII
- Papa Benedetto XIV
- Papa Clemente XIII
- Cardinale Marcantonio Colonna
- Cardinale Giacinto Sigismondo Gerdil, B.
- Cardinale Giulio Maria della Somaglia
- Cardinale Carlo Odescalchi, S.I.
- Cardinale Costantino Patrizi Naro
- Cardinale Lucido Maria Parocchi
- Papa Pio X
- Papa Benedetto XV
- Papa Pio XII
- Cardinale Eugène Tisserant
- Papa Paolo VI
- Arcivescovo Gabriel Montalvo Higuera
- Arcivescovo Joseph Edward Kurtz
- Vescovo John Curtis Iffert